# Serradigitus gramenestris
Espèce
Synonymes
- Vaejovis gramenestris Williams, 1970

Serradigitus gramenestris est une espèce de scorpions de la famille des Vaejovidae.

## Distribution
Cette espèce est endémique de Californie aux États-Unis. Elle se rencontre dans la vallée de la Mort.

## Description
Le mâle holotype mesure 24,6 mm et la femelle paratype 32,8 mm.

## Systématique et taxinomie
Cette espèce a été décrite sous le protonyme Vaejovis gramenestris par Williams en 1970. Elle est placée dans le genre Serradigitus par Stahnke en 1974.

## Publication originale
- Williams, 1970 : « Three new species of Vejovis from Death Valley, California (Scorpionida: Vejovidae). » Pan-Pacific Entomologist, vol. 46, no 1, p. 1-11 (texte intégral).